# Erica kraussiana
Erica kraussiana là một loài thực vật có hoa trong họ Thạch nam. Loài này được Klotzsch ex Walp. mô tả khoa học đầu tiên năm 1843.